# Temporada 2010 del Campeonato Mexicano de Rally
La temporada 2010 del Campeonato Mexicano de Rally se llamó Vive México y estuvo compuesta de siete pruebas. Comenzó el 16 de abril con el Rally Sierra del Tigre y finalizó el 3 de diciembre con el Rally Acapulco.

## Calendario
Fuente: CNRM
| N.º | Fecha              | Prueba                  | Otros        |
| --- | ------------------ | ----------------------- | ------------ |
| 1   | 16 - 18 de abril   | Rally Sierra del Tigre  |              |
| 2   | 22 de mayo         | Rally Aguascalientes    |              |
| 3   | 16 - 17 de julio   | Rally de las 24 Horas   |              |
| 4   | 11 de septiembre   | Rally Patrio            |              |
| 5   | 9 de octubre       | Rally Sierra Juárez     | Regional PAC |
| 6   | 6 -7 de noviembre  | Rally de la Media Noche |              |
| 7   | 2 - 3 de diciembre | Rally Acapulco          | Regularidad  |

## Resultados

### Campeonato de Pilotos
Fuente: CNRM
| Pos. | Piloto              | Club  | TIG | AGS | 24H | PAT | JUA | MDN | ACA | Puntos |
| ---- | ------------------- | ----- | --- | --- | --- | --- | --- | --- | --- | ------ |
| 1    | Ricardo Triviño     | CAMAC | 10  | 8   | 10  | 10  | 10  | Des |     | 48     |
| 2    | Víctor Pérez        | RAC   | 5   | 6   | 6   | 8   | 8   | 8   | Des | 41     |
| 3    | Rodrigo Ordóñez     | RAC   | 8   | 10  | 8   | 5   | 4   | Des |     | 35     |
| 4    | Luis Miguel Abascal | RAC   | 4   | 3   | Ret | 1   | 6   | 6   | 5   | 25     |
| 5    | Raúl de Alcázar     | CAMAC | 3   | 5   |     | 1   | 5   | 5   | 4   | 23     |
| 6    | Luis Orduña Jr.     | XAC   |     | 1   | 2   | 1   | 3   | 3   | 1   | 11     |
| 7    | Rafael Boy          | RAC   |     |     |     | 1   |     | 10  | 10  | 21     |
| 8    | Fernando Vivanco    | RAC   | 6   | Ret | 5   |     |     |     | 8   | 19     |

| Color  | Resultado                               | Color                                   | Resultado                               |
| ------ | --------------------------------------- | --------------------------------------- | --------------------------------------- |
| Oro    | Ganador                                 | Azul                                    | Finalizó la prueba                      |
| Plata  | 2.º lugar                               | Violeta                                 | No terminó (Ret)                        |
| Bronce | 3.er lugar                              | Negro                                   | Descalificado (Des)                     |
| Verde  | Entre los 10 prim.                      | Sin color                               | No participó                            |
| Blanco | Puntuó en otra prueba o categoría (Otr) | Puntuó en otra prueba o categoría (Otr) | Puntuó en otra prueba o categoría (Otr) |

### Campeonato de Navegantes
Fuente: CNRM
| Pos. | Navegante           | Club  | TIG | AGS | 24H | PAT | JUA | MDN | ACA | Puntos |
| ---- | ------------------- | ----- | --- | --- | --- | --- | --- | --- | --- | ------ |
| 1    | Marco Hernández     | CAMAC | 10  | 8   | 10  | 10  | 10  | Des | Ret | 48     |
| 2    | Eduardo Espinoza    | RAC   | 5   | 6   | 6   | 8   | 8   | 8   | Des | 41     |
| 3    | Roberto Mendoza     | CAF   | 8   | 10  | 8   | 5   | 4   | Des |     | 35     |
| 4    | Javier Marín        | RAC   | 4   | 3   | Ret | 1   | 6   | 6   | 5   | 25     |
| 5    | Adrián Carmona      | CAMAC | 3   | 5   |     | 1   | 5   | 5   | 4   | 23     |
| 6    | Horacio Chousal Jr. | RAC   |     | 1   | 2   | 1   | 3   | 3   | 1   | 11     |

### Campeonato de Clubes
Fuente: CNRM
| Pos. | Club                                         | Puntos |
| ---- | -------------------------------------------- | ------ |
| 1    | Rally Automóvil Club, A.C.                   | 297    |
| 2    | Club Automovilístico Morelia, A.C.           | 156    |
| 3    | Club Automovilístico Francés de México, A.C. | 37     |
| 4    | Puebla Auto Club, A.C.                       | 29     |
| 5    | Xinantécatl Automóvil Club, A.C.             | 22     |
| 6    | Lindavista Automóvil Club, A.C.              | 2      |